# Ekaterina Klimova
Ekaterina Aleksandrovna Klimova (russe : Екатери́на Алекса́ндровна Кли́мова), née le 24 janvier 1978, est une actrice russe ayant commencé sa carrière en 1999. En 2002, Elle obtient le prix Viktor Rozov de la meilleure actrice de moins de 30 ans. L'un de ses rôles les plus notables est celui de la duchesse Natalia Repnina dans la série télévisée Bednaïa Nastia (2003).

## Biographie
Ekaterina Klimova naît à Moscou. Après ses études secondaires, elle fait des études à l'Institut national de la cinématographie. Elle obtient un diplôme de l'école supérieure d'art dramatique Mikhaïl Chtchepkine en 1999.
En 2004, elle divorce de son premier mari, le joalier Ilya Khoroshilov, avec qui elle a eu un enfant. Elle épouse ensuite l'acteur Igor Petrenko. Le couple a trois enfants et divorce en juillet 2014.
En juin 2015, Ekaterina épouse l'acteur Gela Meskhi, avec qui elle a un enfant.

## Filmographie partielle

### Télévision
- Moskovskie okna (Russie, 2001) - Raisa
- Vremena ne vybirayut (Russie, 2001) - Inna Gavrushina
- Dalnobojshchiki (Russie, 2001) - prodavshchitsa na rynke
- Igry v podkindogo (Russie,2001) - Sinya
- Ne pokidaj menya, lyubov (Russie, 2001) - Katja
- Luchshyj gorod Zemli (Russie, 2001)
- Pauvre Nastia (Bednaya Nastya) (Russie, USA 2003-2004) - Natalia Alexandrovna Repnina
- Grehi otsov (Russie, 2004) - Katya Androsova
- Kamenskaya (Russie, 2005) - Julija Blohina
- Grozovye vorota (en français : The Storm Gate) (Russie, 2006) - Alina
- Moya Prechistenka (Russie, 2006) - Katja
- Pobochnyj ehffekt (Russie, 2008) - Svetlana
- Tihaya semejnaya zhizn' (Russie, 2008) - Inessa
- Sil'naya slabaya zhenshchina (Russie, 2010)
- Pobeg (Russie, 2008) - Svetlana
- Vyhozhu tebya iskat' (Russie, 2010)
- Tochka kipeniya' (Russie, 2010) - Dasha Korshunova
- U kazhdogo svoya vojna (Russie, 2010)
- Vesna v dekabre (Ukrain, 2011)
- Odnazhdy v Rostove (Russie, 2011)
- Sindrom drakona (Russie, Ukrain 2011) - Evgenija Shchegoleva

### Cinéma
- Les Poisons, ou Histoire mondiale de l'empoisonnement (Яды, или Всемирная история отравлений, 2001) - Jeanne d'Albret
- Proshchaniye v iyune (Russie, 2003) - Tanya
- A poutru oni prosnulis (And in the Morning They Woke Up)(Russie, 2003) - Ket'
- Dvoe u elki, ne schitaya sobaki (Russie, 2005) - Sasha
- Nous venons du futur (My iz budushchego) (Russie, 2008) - Infirmière Nina
- Vtoroe dyhanie (Russie, 2005) - kapitan Bahteeva
- Vse ne sluchajno (Ukraine, 2008)
- Antikiller D.K: Ljubov bez pamjati (Russie, 2009) - Katja'
- Pushken (Ukrain, 2009)
- Lyubov pod prikrytiem (Russie, 2010) - Tatiana
- My iz budushchego 2 (Black Hunters 2) (Russie, 2010) - Infirmière Nina
- Svidanie (Russie, 2010) - Anna Svetlova
- Skazka. Est'...  (Russie, 2011) - mère
- 2022 : Artek. La Grande Aventure (Артек. Большое путешествие), d'Armen Ananikian et Karen Zakharov : Kovaleva, mère de Roma